# Maria Pia de Savoia
Maria Pia de Savoia (14 februarie 1847 - 5 iulie 1911) a fost regină a Portugaliei ca soție a regelui Luís I al Portugaliei. În ziua botezului ei, Papa Pius al IX-lea, nașul ei, i-a dăruit Trandafirul Roșu.
A fost fiica lui Victor Emmanuel al II-lea, primul rege al Italiei și a soției lui care îi era și verișoară primară, Adelaide a Austriei. Sora ei, Maria Clotilde, a fost prințesă Napoléon iar frații ei au fost: rege al Italiei și al Spaniei.

## Regină

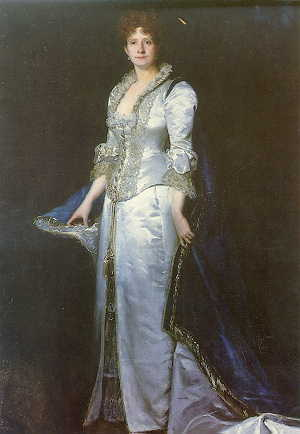
Regina Maria Pia a Portugaliei, de Emile Auguste Carolus-Duran, 1880.

La 6 octombrie 1862 Maria Pia s-a căsătorit cu regele Luís I al Portugaliei. Nu au avut o căsnicie fericită în mare parte din cauza personalităților diferite.

Ca regină, Maria Pia a devenit cunoscută atât pentru extravaganța ei cât și pentru munca sa de caritate. Avea gust pentru lux, petreceri, baluri, baluri mascate și modă. La balul mascat din 1865 și-a schimbat costumul de trei ori. Când parlamentul portughez a discutat despre cheltuielile mari ale reginei, Maria Pia a spus: "dacă vreți o regină, trebuie să plătiți pentru ea".
Maria Pia de Savoia era de asemenea cunoscută în Portugalia ca "înger al carității" sau "mamă a celor săraci" pentru compasiunea și munca ei pentru cauze sociale.
Nu s-a implicat în politică, dar într-un conflict cu João Carlos Saldanha de Oliveira Daun, Duce de Saldanha în 1870, a declarat: "Dacă aș fi fost rege l-aș fi împușcat!"
Podul de pe râul Duero construit de Gustave Eiffel a fost numit "Maria Pia" în onoarea ei.
Maria Pia și Luís au avut doi copii:
- Carlos I al Portugaliei (1863-1908), i-a succedat lui Luís ca rege și a fost ucis în 1908 de Carbonária, o mișcare revoluționată pro-republică.
- Afonso, Prinț Regal al Portugaliei (1865-1920), Infante al Portugaliei, Duce de Porto, Vicerege al Indiei, iar după 1908 Prinț Regal.

## Regina mama
Luís a murit la 19 octombrie 1889 iar Maria Pia a devenit regina mamă. A fost foarte activă și și-a continuat proiectele sociale și a deținut o poziție dominantă la curte. A fost regentă în timpul absențelor regelui și reginei. 
A fost devastată de asasinarea fiului ei, regele Carlos I al Portugaliei și a nepotului ei Luís Filipe, Duce de Braganza la 1 februarie 1908. În timpul ultimilor ei ani în Portugalia, dădea semne de senilitate și era văzută rareori în public.
A fost profund supărată de detronarea nepotului ei Manuel al II-lea al Portugaliei de către revoluția din 5 octombrie 1910 și de instaurarea primei republici portugheze. Maria Pia a părăsit Portugalia împreună cu restul familiei sale în exil în 1910. S-a întors în Italia natală unde a murit la 5 iulie 1911. 